# Округ Марион (Кентаки)
Округ Марион (енгл. Marion County) је округ у америчкој савезној држави Кентаки.

## Демографија
По попису из 2010. године број становника је 19.820, што је 1.608 (8,8%) становника више него 2000. године.
| Група             | 2000.          | 2010.          |
| Белци             | 16.176 (88,8%) | 17.285 (87,2%) |
| Афроамериканци    | 1.661 (9,1%)   | 1.604 (8,1%)   |
| Азијати           | 78 (0,4%)      | 116 (0,6%)     |
| Хиспаноамериканци | 144 (0,8%)     | 482 (2,4%)     |
| Укупно            | 18.212         | 19.820         |